# 규방공예
규방공예 길라잡이는 조각보와 규방공예의 표준 교재이며, 초급 12과목 중급 10과목 고급 5과목의 만들기 내용이 있으며 규방공예 전문가 자격증에 도전 할 수 있다.
한국의 전통적인 바느질 기법을 시작으로 최종적인 작품까지 차근차근 배울 수 있다.
표준 교재 뿐만 아니라 온라인 강좌를 통해 재료가 준비되면 국내외 어디서나 수강이 가능하다.( http://jogakboclass.com )
표준교재에 있는 재료들은 JogakboKorea@naver.com 전자메일로 신청이 가능하며 해외배송도 가능히다.
규방공예
1. ↑  쌈지사랑 규방공예 연구소

는 조선시대, 엄격한 유교사회에서 사회적 활동이 제한되었던 양반집 규수들의 생활 공간이었던 규방에서 생성된 공예장르이다. 

규방에 모인 여인들이  침선(바느질)을 통해 다양한 생활용품을 만들던 것에서 비롯되었다. 천연의 색으로 물들인 원단을 사용하여 한복과 이불을 만들고, 남은 조각들로는  보자기,주머니, 바늘집 등의 소품을 제작하였다. 보자기의 한 종류인 조각보는 규방공예의 대표적인 작품으로 높이 평가되는데, 조각천을 활용하여 기하학적이고 창의적인 패턴의 멋스러운 디자인을 생활 속에 활용하고 예물용이나 장식용으로 많이 제작되었다. 
삼베(마직물), 모시(마직물),옥사(실크)등을 활용한 발(햇빛 혹은 창가리개)의 경우 실용성과 더불어 은은한 운치와 낭만을 표현하고 있다.대한민국 무형유산 -  조각보 Korean Traditional Heritage - Jogakbo / 쌈지사랑ssamzisarang
https://www.youtube.com/watch?v=Y0nb_3ThHAg

### 규방공예 작품
규방공예 소품으로는 바늘방석,가위집,인두집,인두판,자집,수저보,골무,다과보,다기보,두루주머니,귀주머니,약낭, 향낭, 강릉주머니,별낭,바늘쌈지노리개,베갯모등이 있으며 혼례용으로 사주보,연길보,혼서지보,기러기보등이 있고 쓰개(머리에 쓰는 것)로는 남자용으로 복건,호건 여자용으로 조바위,남바위,굴레,아얌,댕기등이 있다.또 의복류로는 남녀한복을 포함하여 배자(민배자, 누비배자, 털배자), 버선, 타래버선, 아이돌복, 전복, 토씨, 배냇저고리등 다양한 종류들이 있다.
규방공예 작품들은 페이스북 Jogakbo 페이지와 과 쌈지사랑 규방공예 연구소 커뮤니티에서 보다 많이 살펴 볼 수 있다.
조각보의 종류로는 바둑무늬조각보,사선조각보,불규칙조각보,홑보,겹보,자수보등이 있고 무명,비단(주,사,단,라등)의 종류에 따라 명칭을 달리하고 있다. 최근 현대적인 규방공예 작품의 흐름은 전통적인 소재를 활용한 재현 작품 만들기와 더불어 규방공예 기업을 활용한 식탁의 러너, 핸드폰걸이, 브로치, 가방/핸드백 걸이장식, 책갈피, 명함지갑, 핸드백, 주머니를 활용한 다양한 주머니등 발전적인 디자인과 실용적인 작품들을 만들고 있다.
강릉주머니 강릉에서 유래된 전통주머니로 어부들이 고기를 잡으러 갈 때 부적을 간직하면서 배가 뒤집히지 않는다고 믿었기 때문에 부적을 넣어가지고 다니던 주머니라고 전해진다. 배의 닻은 배를 한 곳에 떠 있게 하거나 멈추게 하기 위하여 줄에 매어 물 밑마닥으로 가라앉히는 쇠로 만든 갈고리와 같은 형태이다. 강릉주머니는 이 닻의 갈고리와 비슷한 모양을 하고 있다. 고기를 잡는 동안 안전을 소망하는 어부들의 염원을 담은 주머니이다.
예로부터 자투리 조각천을 활용하여 조각보자기 즉, 조각보(쪽보)를 만들어 생활속의 보자기로 활용하였다. 모시나 삼베로 만든 홑겹 조각보는 사방에 끈을 달아 철지난 이불이나 옷가지들을 싸서 보관하였고 작은 상보로 만들어 밥상을 덮어 파리나 이물질과 음식에 닿지 않도록 하였다. 일반적으로 평민과 서민들의 집에서 모시나 삼베를 직접 직조하여 활용하였으므로 옷이나 이불등을 만들고 남은 조각천을 사용하여 다양한 생활 포장수단 혹은 덮개등으로 활용하였다.
비단천과 비단실이 고가였으므로 양반 귀족 여성들인 규수들에 의해 자수를 놓아 노리개,주머니 등 소품을 만들었다. 특히 비단조각천들 역시 안채의 규수방에서 생활하는 양반집 규수들이나 다룰 수 있는 귀한 소재였으며 규수들이 혼사를 치루기 위한 신부 수업의 일환으로 비단천을 사용한 다양한 작업들을 하였고 비단조각보의 경우 매우 귀한 것을 포장하는 보자기로 활용되기도 하였다. 그러나 귀하디 귀한 비단조각보의 경우 상당수들은 나름 디자인이 접목된 작품으로 작업이 된것으로 추정한다. 대략적인 디자인 구성은 대표적으로 바둑무늬 형태,회(回)자 형태의 무지개 형태, 세모 혹은 사선조각 형태, 불규칙속의 규칙성을 갖는 형태등이 있다. 양반집의 경우 실생활에 주로 활용되는 보자기 혹은 조각보들은 양반집에 침모(針母)로 일하는 이들에 의해 모시와 삼베등으로 제작되었으며 비단조각보의 경우 형식을 갖는 주요 행사(혼례 등)에 사용되거나 귀족들의 패물과 사향,화장품,약재 등을 포장하는 것으로 활용하였다. 또한 특별한 용도를 떠나 조각보 자체를 작품으로 작업한 경우도 유물의 보존상태등을 통해 알 수 있다. 유물들의 경우 아쉬운 것은 여성작가들의 이름 흔적인 낙관등의 표시가 없다는 것이다.당시의 시대상황에 불가피하였던 것으로 본다.
궁중의 보자기인 궁보의 경우 조각천을 활용하지 않고 직조되어있는 전체 천으로 보자기 등을 만들었으며 큰 보자기를 만들 경우 통천을 이어 붙여 원단의 크기와 폭을 키워 보자기를 만들었고 문양 장식등을 금박,자수등으로 화려하게 꾸미었다.
스님들의 경우 조각천을 이은 조각보 컨셉의 가사를 착용하기도 하였다. 이는 불교가 창시되던 인도 주변의 문화와 연관이 있는데 수양을 하는 스님들의 복장이 큰 통천의 인도 전통의상을 걸치게 되면 산적이나 강도들에게 수탈의 우려가 있어 의도적으로 큰조각천을 이어 가사를 만들어 착용하였다. 그 외에 일반적으로는 스님들이 수수하게 수도자의 모범을 보이기 위해 조각천을 그때그때 이어 승복으로 착용한 경우가 종종 있다.

## 전통자수
한국 전통자수의 경우 꼰사(꼬아서 만든 자수실)를 주로 활용하여 전통적인 자수를 재현하거나 규방공예 작품 활용을 위한 소품자수를 주로 하고 있다.

## 전통매듭
전통매듭의 경우 중국이나 일본 매듭과 동양매듭의 한 주류는 유사한 점이 많으나 한국 고유의 전통 매듭은 끈목을 활용하고 주로 손가락만으로 보조도구 없이 작품 매듭을 만들고 있으며 노리개,발걸이,유소등의 전통적인 매듭 작품과 함께 핸드폰걸이 열쇠걸이,귀걸이,목걸이,팔찌,발찌,책갈피의 장식으로 아주 많이 활용되고 있다. 전통 매듭은 맺은 모양에 따라 도래매듭, 연봉매듭, 생쪽매듭, 국화매듭, 나비매듭 등 30여 가지가 있다.

## 천연염색
천연염색의 경우 규방공예 작품 혹은 한복을 만드는 중요 소재 부분으로서 전통적인 한약재를 활용한 다양한 염색기법이 활용되고 있으며 최근 생활 부산물과 지역 특산물을 활용한 천연염색이 확대되고 있다. 쪽염색의 경우 직접 재배하여 활용하는 층이 넓어지고 있으며, 감염색의 경우 제주도와 경북 청도지역에서는 지역 특산물로 개발되고 있다. 황토염색의 경우 풍부한 미네랄 성분이 갖는 자연 친화적인 특성을 살려 그 활용이 확대되고 있다. 천연염색의 전통적이고 은은한 자연친화적인 색상은 규방공예 작품의 소재로서 개성있고 명품 가치가 있는 작품으로 새롭게 탄생되고 있다.

## 규방공예 발전
규방이란 조선시대의 주거 문화에 따라, 남성들이 거주하는 ‘사랑채’와 구분된 여성의 거주 공간이지만 이는 단지 ‘방’이라는 한정된 공간만을 의미하는 것이 아니라 당시의 ‘여성 커뮤니티’를 상징한다. 
결혼을 앞둔 처녀의 혼수품들은 대표적인 규방공예품이라 할 수 있는데,이 혼수품을 마련하기 위해 솜씨 좋은 동네의 아낙들이 다 모여 몇 달, 혹은 몇 년에 거쳐 이러한 모임을 계속하였다.  혼사를 인륜지 대사라 생각하는 우리네 정서에 따라 이는 지극히 당연한 결과였으며, 이렇게 형성된 여성들의 사회에서 그들은 서로의 삶을 이야기하고 어려움을 나누며 함께 살아왔다.
조선시대 여성커뮤니티인 규방에서 창조된 ‘규방공예’는 옛 여인들이 제한된 생활 속에서도 자신의 정체성을 잃지 않고 적극적인 삶을 살았음을 보여준다. 규방공예는 천연염색,침선(바느질),매듭,자수가 총체적으로 어우러져 한국의 전통미를 표현하는 생활공예품으로 전해져 내려왔다. 
규방공예는 2000년대 초반부터 수도권을 중심으로 문화센터 및 박물관 강좌를 통해 현대생활에서의 계승이 활발히 진행되기 시작하였다. 2003년도에는 농촌진흥청에서 주관하는 농촌지도 사업의 일환으로 규방공예가 채택되어. 2012년 기준으로, 전국 농촌지역의 농업기술센터에서 강좌가 활성화된 상태이다.  아울러 대학의 정규과목 채택과 인터넷 커뮤니티를 중심으로 한 온라인강좌( http://www.jogakboclass.com )진행을 통해 배우고 익힐 수 있는 기회가 많아지고 있다.

## 규방공예 색상
색상면에서 인류의 근본색인 오방색(파랑,하양,빨강,검정,노랑)을 기본으로 하며 오방간색과 오방잡색 등을 활용하여 전통적인 작품의 재현 뿐만 아니라 현대적인 색상의 접목을 통해 어느 나라 어느 사람이든 편안하고 은은한 미를 느낄 수 있게 하는 대한민국만의 전통공예분야라고 하겠다.
1. ↑  “품격있는 우리의 규방공예”. 《굿모닝경제》. 2022년 11월 17일. 2022년 11월 17일에 확인함.